# Художествена галерия „Никола Петров“
Видинската художествена галерия „Никола Петров“ е основана през 1961 г.
Галерията се помещава в красивото здание на бившия Военен клуб. То е издигнато през 1892 г. от архитектурния техник Тома (Тодор) Върхота върху основите на стара капия (крепостна порта). Обявено е за паметник на културата на България.

## История
Инициатор на създаването на картинна галерия във Видин е местният културен деец и общественик Ангел Будев. Основана е през 1961 г., а решението за това е взето през 1960 г. Окръжната художествена галерия във Видин е открита тържествено на 25 май 1962 г.
През 1976 г. по случай 60-годишнината от смъртта на художника Никола Петров, роден във Видин и рисувал родния си град, колективът на галерията решава да го избере за патрон. Тогава е поставен негов барелеф над входната врата на галерията, дело на скулптора Георги Чапкънов, а името ѝ става ОХГ „Никола Петров“. През 1987 г. с отпадането на окръзите като административна структура от името на галерията отпада думата „окръжна“.
Първите експонати в нейния фонд са художествени произведения, закупени от колекциите на Михаил Кремен и Богомил Райнов, както и творби, създадени по време на пленер, специално организиран през 1962 г. от община Видин и видинския клон на СБХ, в който се изявяват художници от цялата страна. Измежду участниците в пленера се открояват имената на Стоян Венев, Панайот Панайотов, Иван Христов, Илия Петров и Александър Поплилов.

## Експозиция
Състои се от три отдела – „Живопис“, „Графика“ и „Скулптура“, които съдържат над 1300 произведения на български и чуждестранни творци.

### Отдел „Живопис“
Наброяващата над 900 платна сбирка на отдел „Живопис“ е най-богатата колекция в галерията. Измежду тях присъстват картини на Иван Мърквичка, патрона на галерията Никола Петров, Владимир Димитров-Майстора, Борис Ненов, Сирак Скитник, Златьо Бояджиев, Ненко Балкански, Борис Митов, Светлин Русев, Найден Петков, Александър Петров и други.

### Отдел „Графика“
В отдел „Графика“ се съхраняват оригинални творби на българските графици Веселин Стайков, Васил Захариев, Юли Минчев, Златка Дъбова, Галилей Симеонов, Петър Чуклев, Румен Скорчев и други. Освен тях, притежание на галерията са и 40 оригинални отпечатъка на чуждестранни художници като Рембранд ван Рейн, Албрехт Дюрер, Жан-Франсоа Миле, Йожен Дьолакроа, Гюстав Доре, Франсиско Гоя, Пол Гаварни, Оноре Домие и Франс Мазарел.

### Отдел „Скулптура“
Колекцията на отдел „Скулптура“ съдържа творби на майстори като Иван Фунев, Димитър Остоич, Анастасия Гюкова, Александър Апостолов, Продан Проданов, Любомир Далчев и други.